# Dokuzparai járás
A Dokuzparai járás (oroszul: Докузпаринский район) Oroszország egyik járása Dagesztánban. Székhelye Uszuhcsaj.

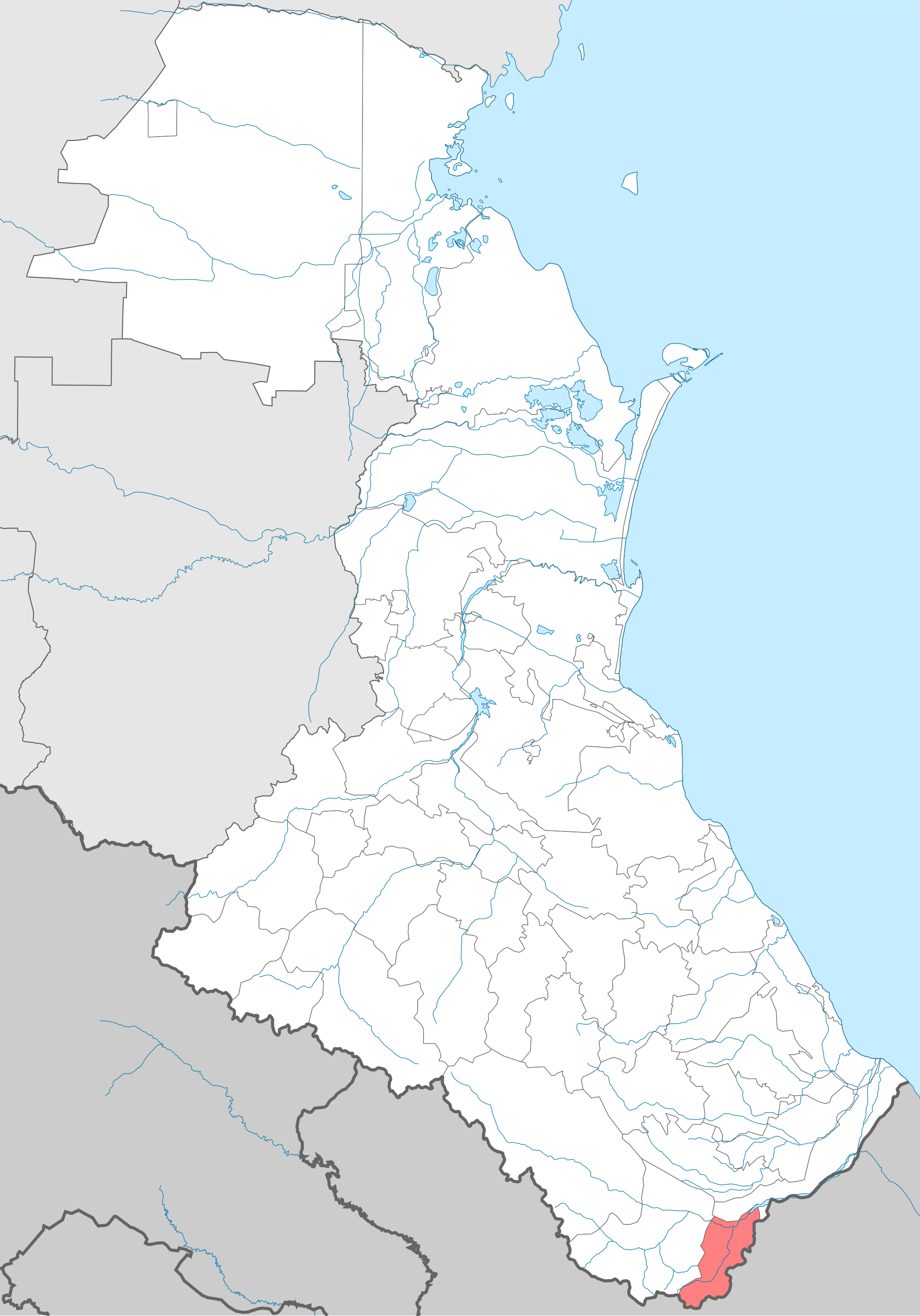
A Dokuzparai járás Dagesztánban

A járást 1993-ban hozták létre, korábban az Ahti járás és a Magaramkenti járás között volt felosztva.

## Népesség
- 2002-ben 14 330 lakosa volt, melyből 13 399 lezg (93,5%), 387 rutul, 233 agul, 230 orosz, 22 azeri, 12 tabaszaran, 4 kumik, 3 avar, 3 dargin.
- 2010-ben 15 357 lakosa volt, melyből 14 367 lezg (94%), 461 rutul, 350 agul, 50 tabaszaran, 23 azeri, 21 orosz, 9 avar, 3 dargin, 2 kumik.